# Due Sicilie (romanzo)
Due Sicilie (Beide Sizilien) è un romanzo del 1942, dello scrittore viennese Alexander Lernet-Holenia.

## Trama
Negli ultimi mesi della prima guerra mondiale, sul fronte balcanico ormai disfatto, vengono sciolti gli ultimi reggimenti dell'Austria Felix. Tra questi l'Ottavo Ulani detto "Re delle due Sicilie" o - più brevemente - "Due Sicilie". Il reggimento non esiste più, e il colonnello Rochonville, cinque ufficiali e un sottufficiale sono i soli sopravvissuti di un manipolo di uomini che "Hanno vissuto cercando la propria tomba". Effettivamente, a partire dal primo morto strangolato, Engelshausen, trovato prono, la faccia rivolta al soffitto e il collo torto «come notoriamente fa il diavolo quando viene a prendersi qualcuno»: si apre un enigma inesplicabile per i suoi compagni d'armi e per la polizia.

Uno alla volta i sei superstiti sono vittime di morti che sembrano casuali ma devono per forza essere collegate tra loro e alla storia del vecchio reggimento.

## Origini storico-letterarie
Siamo ormai nel periodo postbellico, negli anni '20 in cui, con la caduta dell'Impero austro-ungarico, delle sue glorie e tradizioni, uomini una volta potenti e orgogliosi, si trovano a mendicare un posto di lavoro borghese o cercano di sopravvivere dignitosamente intaccando i patrimoni di famiglia.

Soldati valorosi che non hanno più nemmeno la possibilità di fregiarsi delle buone maniere e di un minimo decoro borghese, travolti dalla frustrante sensazione di essere completamente superati dalla Storia, di appartenere a un mondo che non c'è più: «Erano finiti i pomeriggi estivi, in cui dai boschetti del parco si guardava verso casa … finito il tempo passato sui prati dove si muovevano al vento le campanule».

In questa prova Lernet-Holenia, nello svolgere la trama del giallo, affronta gli aspetti psicologici e onirici dei personaggi più che l'azione poliziesca, avvicinandosi così a Hugo von Hofmannsthal e Arthur Schnitzler, piuttosto che al più frequentato Joseph Roth.

## Recensioni
- Lernet-Holenia «si muove con l'eleganza di un topo d'albergo in abito da sera, che vuol fare un colpo»[4].
- Nei suoi saggi Leonardo Sciascia cita Due Sicilie sostenendo che il romanzo ha «un che di labirintico, affascinante e insieme vertiginoso» – una sua «diabolica essenza». E sa calarsi «dentro una conoscenza del cuore umano, dentro introspezioni e descrizioni, di eccezionale acutezza e delicatezza, attingendo uno dei punti più alti dell'epos di Lernet-Holenia»[5].

## Edizioni
- Alexander Lernet-Holenia, Due Sicilie, traduzione di Cesare De Marchi, Biblioteca Adelphi, n. 663, Milano, Adelphi, 2017.